# Dependência psicológica
Dependência psicológica é um  transtorno cognitivo e uma forma de depêndencia caracterizada por sintomas de abstinência após cessar o uso de drogas prolongado ou outros tipos de vícios comportamentais. Está fortemente associada às drogas, que podem causar dependência tanto psicológica quanto física. A dependência psicológica pode aparecer independentemente e é de tratamento lento e difícil, diferentemente da dependência física.

## Definição e funcionamento
A dependência psicológica se caracteriza pela relação entre a pessoa e o objeto de seu vício. Caso abstenha-se do uso daquela atividade, ela passará por stress e mal-estar, então sente que deve utilizar a substância. São frequentemente presentes nas drogas que causam dependência psicológica efeitos como o relaxamento, alegria, euforia e sensação de poder e percepção maiores. A dependência trata-se da troca de prioridades de um indivíduo onde, devido aos bons estímulos conseguidos, comportamentos mais frequentes tornam-se obsoletos e o comportamento vicioso cresce em importância. A dependência define-se, então, como a relação de uma pessoa com uma atividade que traz danos biológicos ou sociais que está fora do controle deste indivíduo.
O funcionamento biológico da dependência psicológica dá-se no sistema de recompensa do cérebro. As atitudes que nos causam a sensação de prazer estão sendo encorajadas com esta sensação pelo sistema. É pela ativação farmacológica do sistema de recompensa que funciona uma droga e é esta a principal razão pela qual são viciantes. Não só operam ativando este sistema, mas algumas drogas o aceleram consideravelmente. A heroína aumenta a frequência de liberação neural de dopamina. A cocaína, por sua vez, aumenta a disponibilidade de dopamina na atividade cerebral. Caracteriza-se como um vício a descontrolada necessidade de usar algo para ativar uma recompensa cerebral, de forma que a busca por aquilo causa consequências sociais e comportamentais maléficas para o indivíduo. É desta forma que, usando uma droga, uma pessoa obtém prazer. Pois o fármaco ative o sistema de recompensa do cérebro. Por este motivo, as drogas que lidam com o humor, sensações e as que afetam o sistema nervoso central são as mais propensas a causar dependência psicológica. Pelo mesmo motivo, o LSD não causa dependência porque apenas produz alucinações, não dando prazer algum. É importante compreender que não simplesmente por ser capaz de ativar o sistema de recompensas uma substância está causando dependência psicológica, pois nesta visão o açúcar seria igualmente problemático. A inabilidade de controlar a frequência e a necessidade de satisfação para manter-se confortável com a própria consciência são de fato o que constituem a dependência psicológica.

## Sinais e sintomas
Os sintomas mais comuns:
- Muita ansiedade;
- Dificuldade de concentração;

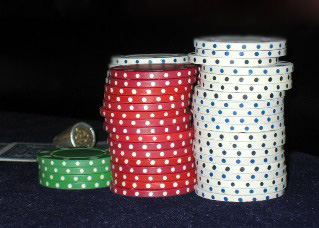
Existem muitas similaridades entre o vício em jogo, em sexo, em comida, ou em musculação e o vício em drogas. Muitos sintomas são os mesmos e o tratamento também é bastante voltado para o desenvolvimento de tolerância a frustrações e auto-controle.

- Desejo constante e persistente pela fonte do vício;
- Problemas de sono (dormir muito mais, acordar várias vezes ou ter insônia);
- Alteração bem significativa na alimentação (comer muito mais ou muito menos);
- Inquietude;
- Mau humor;
- Irritabilidade e impaciência;
- E agressividade (voltada a outros e/ou a si mesmo).

É difícil diferenciar quais são sintomas de dependência química e quais são de dependência psicológica pois frequentemente elas ocorrem juntas. Porém, mesmo em vícios a estímulos que não causam dependência química (como jogos), esse sinais e sintomas são comuns.

## Comorbidades comuns
A dependência psicológica se relaciona bastante como comorbidade de algumas patologias como: 
- TDAH
- Transtorno bipolar
- Transtorno de personalidade borderline
- Depressão
- Anorexia nervosa
- Bulimia nervosa
- Psicose

## Recaídas
Sem a presença do estímulo, caso a pessoa não tenha estrutura psicológica para tolerar frustrações e lidar com sensações desagradáveis é altamente provável (mais de 80% dos casos) que ela entre em depressão e eventualmente retorne ao vício. Isso é ainda mais marcante no vício a drogas psicotrópicas (inclusive álcool e cigarro).

## Tratamento
A terapia analítico-comportamental e terapia cognitivo-comportamental são as mais eficientes no tratamento de dependências, sendo mais eficazes quando associadas a tratamento farmacológico adequado para o transtorno primário (geralmente antidepressivo ou estabilizante de humor). Clínicas de reabilitação são recomendadas para os casos mais graves.
O principal foco do tratamento geralmente é:
- Desenvolver maior tolerância a frustrações (resiliência);
- Desenvolver comportamentos mais saudáveis para lidar com a ansiedade;
- Aumentar o autocontrole diante do estímulo prazeroso;
- Melhorar as habilidades sociais, para que o indivíduo não dependa do vício para se socializar;
- Formar e manter uma rede de apoio e proteção.

É comum que instituições religiosas ofereçam apoio para tratamento de vícios, e algumas pessoas preferem e reagem melhor a esse apoio, porém o tratamento não depende de religiões para ser eficiente. Existem hospitais e clínicas especializadas que fornecem tratamento independente de filiação religiosa.